# Anastasia Le-Roy
Anastasia Le-Roy (11 de septiembre de 1987) es una deportista jamaicana que compite en atletismo, especialista en las carreras de relevos. Ganó una medalla de bronce en el Campeonato Mundial de Atletismo de 2019, en la prueba de 4 × 400 m.

## Palmarés internacional
| Campeonato Mundial | Campeonato Mundial | Campeonato Mundial | Campeonato Mundial |
| Año                | Lugar              | Medalla            | Prueba             |
| ------------------ | ------------------ | ------------------ | ------------------ |
| 2019               | Doha (Catar)       | Medalla de bronce  | 4 × 400 m          |